# Pitsalu
Pitsalu – wieś w Estonii, w prowincji Parnawa, w gminie Halinga.